# Kościół św. Antoniego w Męcinie

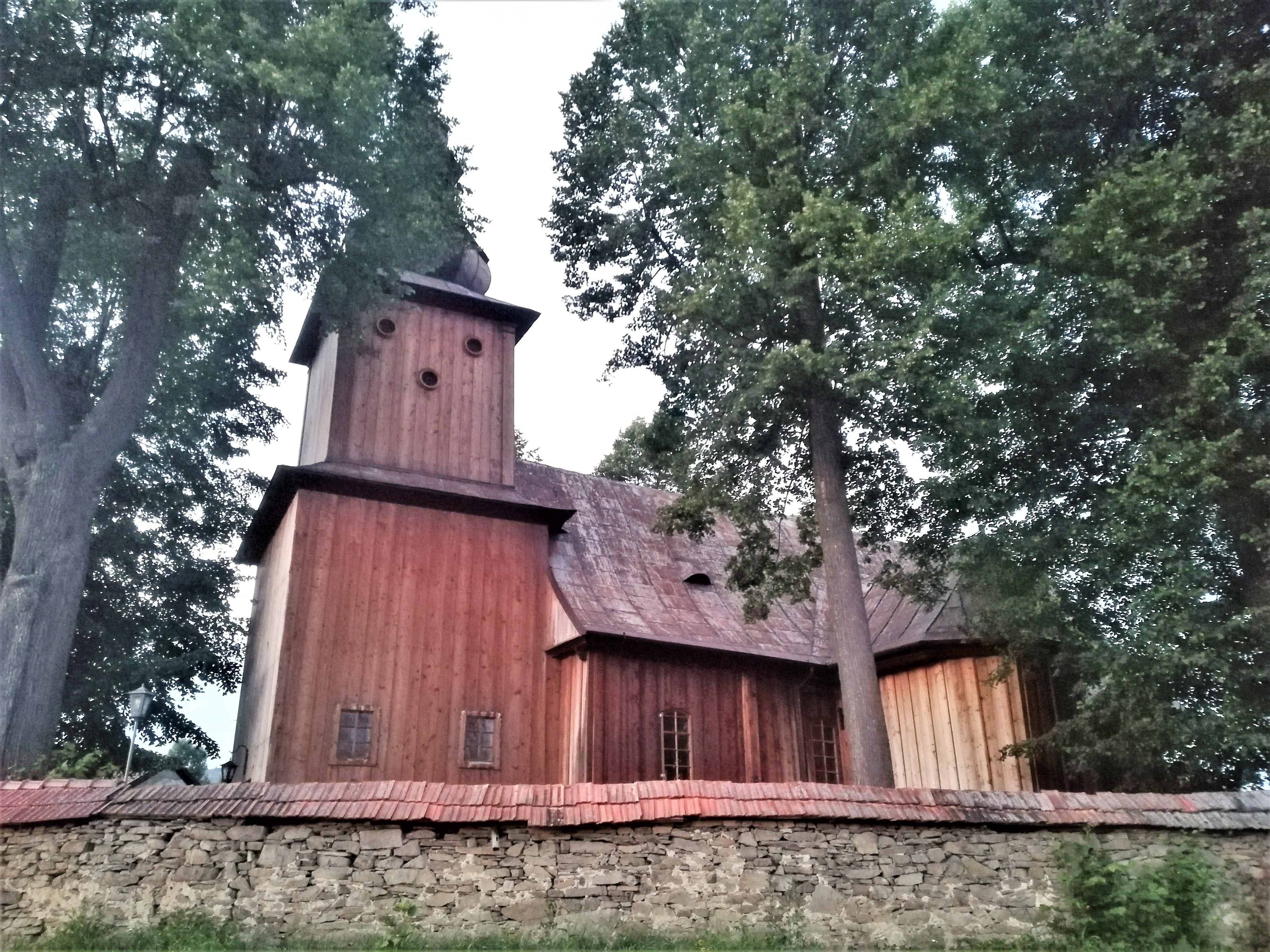
Elewacja południowa

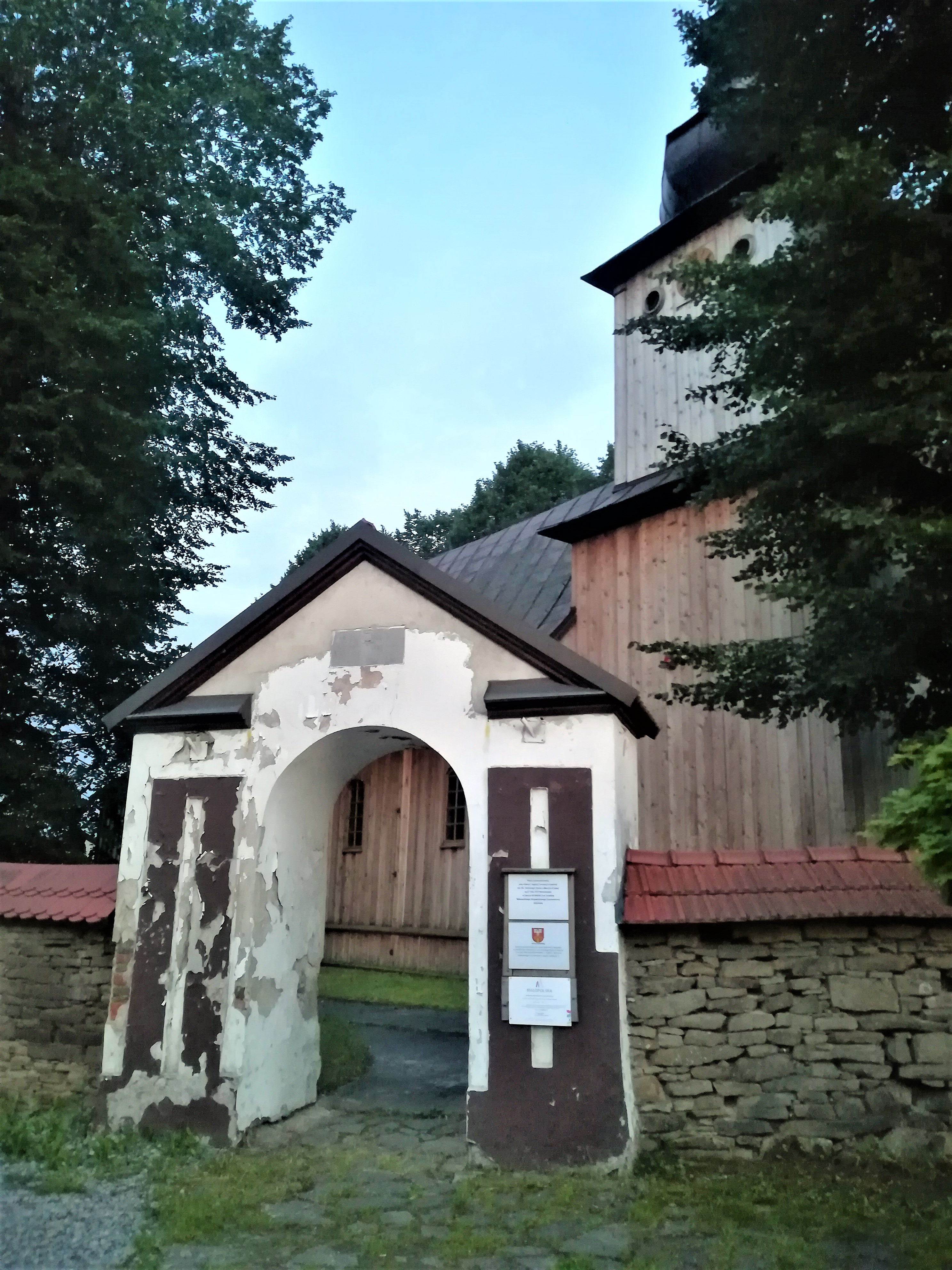
Brama na teren kościelny

Kościół św. Antoniego w Męcinie – zabytkowa drewniana świątynia rzymskokatolicka, wzniesiona w końcu XVII wieku dla parafii w miejscowości Męcina w gminie Limanowa. Obiekt znajduje się na Małopolskim Szlaku Architektury Drewnianej.

## Historia
W miejscu, gdzie dziś stoi zabytkowy kościółek św. Antoniego w Męcinie, istniała już wcześniej świątynia, również drewniana. Wymieniona jest już w świętopietrzu z 1325. Wspomina o niej również Jan Długosz w swoim dziele Liber Beneficjorum. W okresie reformacji służyła miejscowemu zborowi braci polskich, a następnie od 1605 ponownie wyznawcom kościoła rzymskokatolickiego. Została zburzona w 1685.
W tym samym roku postawiono nowy kościół, wykonany z drewna, według zasad konstrukcji zrębowej. W XVIII wieku dobudowano od strony południowej niewielką kaplicę boczną. W 1888 wnętrze ozdobiono ornamentalną i figuralną polichromią, która została odnowiona w 1982. 
Po konsekrowaniu nowego kościoła w 2006, obecnie zabytkowa świątynia pełni funkcję kościoła pomocniczego.

## Architektura
Kościół św. Antoniego wzniesiony jest z drewna według zasad konstrukcji zrębowej i oszalowany. Jest świątynią jednonawową, z węższym prezbiterium zamkniętym trójboczną absydą. Od południa dobudowana jest niewielka kaplica boczna, a od północy zakrystia. Nad całością dominuje kwadratowa wieża z dzwonnicą, w której przyziemiu umieszczona jest kruchta z wejściem głównym.
Dach kościoła pokryty jest ocynkowaną blachą. Świątynię otacza kamienny mur, wzniesiony w 1782.

## Wnętrze
Wnętrze kościoła przykrywa strop płaski.

### Polichromia
Barwna polichromia, zdobiąca wnętrze kościoła, wykonana została w 1888 i odnowiona w 1982. Ściany zdobią motywy ornamentalne (ukośna kratka z rozetkami i motywami roślinnymi), a stropy - figuralne:
- Trójca Święta - w prezbiterium
- Matka Boża Niepokalanie Poczęta - w nawie
- Ofiarowanie Pana Jezusa w Świątyni - w kruchcie
- Modlitwa Chrystusa w Ogrojcu - w kaplicy bocznej.

### Ołtarze
Ołtarz głównyskłada się z mensy i dekoracyjnej nadstawy. Pośrodku antepedium mieści się malowany na płótnie monogram Chrystusa - IHS. W części centralnej umieszczono obraz Pan Jezus Cierpiący namalowany na płótnie i naciągnięty na deskę. Obraz namalowany został w latach 1697-1698, a do Męciny zakupił go ówczesny proboszcz w 1715. Na zasuwie umieszczony jest obraz Opłakiwanie Chrystusa, ufundowany przez parafianina w 1920.
Ołtarze bocznebarokowe
- Ołtarz Matki Bożej Różańcowej - z obrazem sprowadzonym przez miejscowe Bractwo Różańcowe z Wiednia w 1867. Za obrazem w niewielkiej niszy umieszczony jest posąg Matki Bożej Niepokalanej[5][3].
- Ołtarz św. Antoniego Opata - z obrazem Modlitwa św. Antoniego, namalowanym ok. 1700[5].
- Ołtarz Serca Pana Jezusa - barokowo-rokokowy. Znajduje się w nim obraz przedstawiający objawienie wizerunku Serca Jezusa św. Małgorzacie Alacogue. Po bokach znajdują się barokowe figury św. Ignacego Loyoli i św. Jakuba Apostoła[3].

### Wyposażenie
Większość elementów wyposażenia kościoła ma wyraźne cechy stylu barokowego.
- ambona - wykonana w 1740, drewniana, barokowa, z niewielkimi elementami w stylu rokoko. Zdobią ją wizerunki czterech Ewangelistów. W środkowej części znajdują się pozorne drzwi z kapitelami z liści akantu. Na tych drzwiach widnieje wizerunek Chrystusa Dobrego Pasterza[3].
- chór muzyczny z 1895 - neorenesansowy[3][4].
- rzeźbiona drewniana chrzcielnica z 1608. Nadano jej kształt kielicha[4][3].
- konfesjonały - późnobarokowe i renesansowe, z 1740[3][4].
- dzwon z 1711, wykonany przez gdańskiego ludwisarza Absaloma Wittwercka[3][4].
- rzeźba Jana Nepomucena z połowy XVIII wieku[3].
- cenne obrazy[3]:
  - Ecce Homo z XVII w.
  - Chrystus i Apostołowie - XVIII w.
  - obraz dwustronny: Anna Samotrzeć i Święty Wojciech z XVI w.
  - Święty Jan Kanty z XVII w.
  - Święty Stanisław Kostka z 1715.
- gotycki krucyfiks z XV wieku[3][4].
- stacje Drogi Krzyżowej z 1875[4].